# Mohammed Sirocco

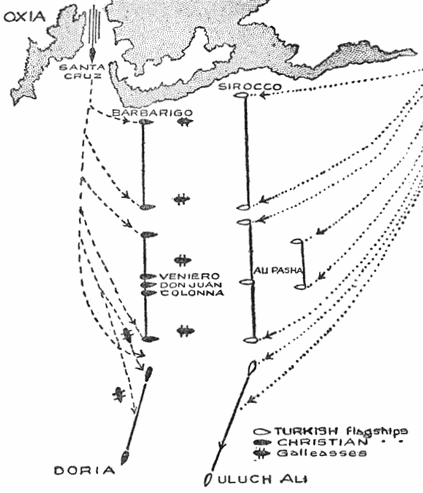
Mehmed Siroco a été à la tête de l'aile droite Turque (en haut à droite) durant la bataille de Lépante en 1571, contre Agostino Barbarigo, tué en action, Ce diagramme le décrit sous le nom "Sirocco".

Şuluk Mehmed Pacha, né en 1525, et mort le 7 octobre 1571 dans le golfe de Patras, en Grèce, mieux connu en Europe sous le nom de Mehmed Siroco ou Mahomet Sirocco,, également orthographié Sulik, Chulouk, Şolok, Seluk, ou Suluc, connu sous le titre de Pacha, Reis, ou Bey, a été le bey d'Alexandrie au milieu du XVIe siècle, . Son nom à la fois étranger, et turc, a été identifié comme originaire du sud de la Méditerranée, de l'expression "le vent Sirocco", du grec σιρόκος sirokos, son nom est dérivée de l'arabe Levantin شلوق shlūq. Il était donc d'origine grecque ou arabe.

## Bataille de Lépante
Mehmed Siroco a été nommé amiral aux commandes de l'aile droite turque à la bataille de Lépante en 1571, . Luttant contre l'aile gauche chrétienne, menée par l'amiral Agostin Barbarigo, il est connu pour avoir été l'attaquant le plus agressif de la bataille, Il a été blessé et tué en action, luttant contre les Vénitiens, dirigés par Barbarigo. Mehmed Siroco a été décapité par l'épée de Giovanni Contarini le Vénitien,.